# Eleições europeias de 2009 em Gondomar

## Resultados Oficiais
| Partido                 | Partido                        | Votos   | %               | +/-   |
| ----------------------- | ------------------------------ | ------- | --------------- | ----- |
|                         | Partido Socialista             | 17 212  | 29,90 / 100,00  | 18,85 |
|                         | Partido Social Democrata       | 15 763  | 27,39 / 100,00  | -     |
|                         | Coligação Democrática Unitária | 6 858   | 11,91 / 100,00  | 2,24  |
|                         | Bloco de Esquerda              | 6 808   | 11,83 / 100,00  | 6,65  |
|                         | Partido Popular                | 3 749   | 6,51 / 100,00   | -     |
|                         | PCTP/MRPP                      | 831     | 1,44 / 100,00   | 0,41  |
|                         | Movimento Esperança Portugal   | 687     | 1,19 / 100,00   | Novo  |
|                         | Outros                         | 1 282   | 2,22 / 100,00   |       |
| Votos Inválidos         | Votos Inválidos                | 4 370   | 7,59 / 100,00   | 3,08  |
| Total                   | Total                          | 57 560  | 100,00 / 100,00 |       |
| Eleitorado/Participação | Eleitorado/Participação        | 141 012 | 40,82 / 100,00  | 0,85  |

## Resultados por Freguesia
Os resultados seguintes referem-se aos partidos que obtiveram mais de 1,00% dos votos:
| Freguesia            | %     | %     | %     | %     | %    | %    | %    | Votantes |
| Freguesia            | PS    | PSD   | CDU   | BE    | CDS  | PCTP | MEP  | Votantes |
| -------------------- | ----- | ----- | ----- | ----- | ---- | ---- | ---- | -------- |
| Baguim do Monte      | 30,23 | 28,47 | 9,65  | 11,01 | 7,59 | 1,29 | 0,90 | 4 569    |
| Covelo               | 30,96 | 33,14 | 10,76 | 6,69  | 4,65 | 1,16 | 1,60 | 688      |
| Fânzeres             | 30,96 | 25,87 | 12,04 | 12,89 | 6,02 | 1,65 | 1,30 | 6 912    |
| Foz do Sousa         | 29,98 | 34,51 | 6,94  | 8,27  | 7,78 | 0,92 | 1,40 | 2 492    |
| Gondomar - São Cosme | 24,88 | 31,77 | 8,53  | 12,73 | 7,39 | 1,33 | 1,86 | 9 161    |
| Jovim                | 31,89 | 28,29 | 10,53 | 8,82  | 6,75 | 2,15 | 0,66 | 2 280    |
| Lomba                | 33,27 | 29,83 | 10,13 | 11,09 | 6,31 | 1,15 | 0,96 | 523      |
| Medas                | 33,86 | 29,49 | 12,12 | 6,26  | 5,26 | 1,19 | 1,19 | 1 007    |
| Melres               | 35,38 | 29,15 | 8,15  | 5,85  | 6,69 | 1,31 | 1,15 | 1 300    |
| Rio Tinto            | 30,42 | 27,63 | 10,73 | 10,73 | 6,58 | 1,25 | 1,04 | 17 569   |
| São Pedro da Cova    | 29,35 | 19,79 | 25,54 | 9,28  | 4,92 | 2,11 | 0,69 | 5 367    |
| Valbom               | 32,17 | 22,52 | 13,70 | 12,70 | 5,90 | 1,55 | 1,28 | 5 692    |
| Gondomar             | 29,90 | 27,39 | 11,91 | 11,83 | 6,51 | 1,44 | 1,19 | 57 560   |

#### Baguim do Monte
| Partido                 | Partido                        | Votos  | %               | +/-   |
| ----------------------- | ------------------------------ | ------ | --------------- | ----- |
|                         | Partido Socialista             | 1 381  | 30,23 / 100,00  | 20,22 |
|                         | Partido Social Democrata       | 1 301  | 28,47 / 100,00  | -     |
|                         | Bloco de Esquerda              | 503    | 11,01 / 100,00  | 6,46  |
|                         | Coligação Democrática Unitária | 441    | 9,65 / 100,00   | 2,45  |
|                         | Partido Popular                | 347    | 7,59 / 100,00   | -     |
|                         | PCTP/MRPP                      | 59     | 1,29 / 100,00   | 0,28  |
|                         | Outros                         | 153    | 3,36 / 100,00   |       |
| Votos Inválidos         | Votos Inválidos                | 384    | 8,41 / 100,00   | 3,98  |
| Total                   | Total                          | 4 569  | 100,00 / 100,00 |       |
| Eleitorado/Participação | Eleitorado/Participação        | 11 611 | 39,35 / 100,00  | 0,42  |

#### Covelo
| Partido                 | Partido                        | Votos | %               | +/-   |
| ----------------------- | ------------------------------ | ----- | --------------- | ----- |
|                         | Partido Social Democrata       | 228   | 33,14 / 100,00  | -     |
|                         | Partido Socialista             | 213   | 30,96 / 100,00  | 25,76 |
|                         | Coligação Democrática Unitária | 74    | 10,76 / 100,00  | 6,28  |
|                         | Bloco de Esquerda              | 46    | 6,69 / 100,00   | 4,30  |
|                         | Partido Popular                | 32    | 4,65 / 100,00   | -     |
|                         | Movimento Esperança Portugal   | 11    | 1,60 / 100,00   | Novo  |
|                         | PCTP/MRPP                      | 8     | 1,16 / 100,00   | 0,61  |
|                         | Outros                         | 16    | 2,33 / 100,00   |       |
| Votos Inválidos         | Votos Inválidos                | 60    | 8,69 / 100,00   | 3,02  |
| Total                   | Total                          | 688   | 100,00 / 100,00 |       |
| Eleitorado/Participação | Eleitorado/Participação        | 1 510 | 45,56 / 100,00  | 0,46  |

#### Fânzeres
| Partido                 | Partido                        | Votos  | %               | +/-   |
| ----------------------- | ------------------------------ | ------ | --------------- | ----- |
|                         | Partido Socialista             | 2 140  | 30,96 / 100,00  | 18,88 |
|                         | Partido Social Democrata       | 1 788  | 25,87 / 100,00  | -     |
|                         | Bloco de Esquerda              | 891    | 12,89 / 100,00  | 7,41  |
|                         | Coligação Democrática Unitária | 832    | 12,04 / 100,00  | 1,67  |
|                         | Partido Popular                | 416    | 6,02 / 100,00   | -     |
|                         | PCTP/MRPP                      | 114    | 1,65 / 100,00   | 0,57  |
|                         | Movimento Esperança Portugal   | 90     | 1,30 / 100,00   | Novo  |
|                         | Outros                         | 155    | 2,25 / 100,00   |       |
| Votos Inválidos         | Votos Inválidos                | 486    | 7,03 / 100,00   | 3,03  |
| Total                   | Total                          | 6 912  | 100,00 / 100,00 |       |
| Eleitorado/Participação | Eleitorado/Participação        | 17 786 | 38,86 / 100,00  | 0,38  |

#### Foz do Sousa
| Partido                 | Partido                        | Votos | %               | +/-   |
| ----------------------- | ------------------------------ | ----- | --------------- | ----- |
|                         | Partido Social Democrata       | 860   | 34,51 / 100,00  | -     |
|                         | Partido Socialista             | 747   | 29,98 / 100,00  | 15,10 |
|                         | Bloco de Esquerda              | 206   | 8,27 / 100,00   | 5,32  |
|                         | Partido Popular                | 194   | 7,78 / 100,00   | -     |
|                         | Coligação Democrática Unitária | 173   | 6,94 / 100,00   | 1,46  |
|                         | Movimento Esperança Portugal   | 35    | 1,40 / 100,00   | Novo  |
|                         | Outros                         | 80    | 3,20 / 100,00   |       |
| Votos Inválidos         | Votos Inválidos                | 197   | 7,91 / 100,00   | 2,29  |
| Total                   | Total                          | 2 492 | 100,00 / 100,00 |       |
| Eleitorado/Participação | Eleitorado/Participação        | 5 586 | 44,61 / 100,00  | 2,42  |

#### Gondomar - São Cosme
| Partido                 | Partido                        | Votos  | %               | +/-   |
| ----------------------- | ------------------------------ | ------ | --------------- | ----- |
|                         | Partido Social Democrata       | 2 910  | 31,77 / 100,00  | -     |
|                         | Partido Socialista             | 2 279  | 24,88 / 100,00  | 18,59 |
|                         | Bloco de Esquerda              | 1 166  | 12,73 / 100,00  | 7,15  |
|                         | Coligação Democrática Unitária | 781    | 8,53 / 100,00   | 1,88  |
|                         | Partido Popular                | 677    | 7,39 / 100,00   | -     |
|                         | Movimento Esperança Portugal   | 170    | 1,86 / 100,00   | Novo  |
|                         | PCTP/MRPP                      | 122    | 1,33 / 100,00   | 0,40  |
|                         | Outros                         | 221    | 2,54 / 100,00   |       |
| Votos Inválidos         | Votos Inválidos                | 824    | 8,99 / 100,00   | 3,05  |
| Total                   | Total                          | 9 161  | 100,00 / 100,00 |       |
| Eleitorado/Participação | Eleitorado/Participação        | 22 397 | 40,90 / 100,00  | 2,24  |

#### Jovim
| Partido                 | Partido                        | Votos | %               | +/-   |
| ----------------------- | ------------------------------ | ----- | --------------- | ----- |
|                         | Partido Socialista             | 727   | 31,89 / 100,00  | 19,16 |
|                         | Partido Social Democrata       | 645   | 28,29 / 100,00  | -     |
|                         | Coligação Democrática Unitária | 240   | 10,53 / 100,00  | 2,83  |
|                         | Bloco de Esquerda              | 201   | 8,82 / 100,00   | 5,40  |
|                         | Partido Popular                | 154   | 6,75 / 100,00   | -     |
|                         | PCTP/MRPP                      | 49    | 2,15 / 100,00   | 1,19  |
|                         | Outros                         | 73    | 3,19 / 100,00   |       |
| Votos Inválidos         | Votos Inválidos                | 191   | 8,38 / 100,00   | 3,78  |
| Total                   | Total                          | 2 280 | 100,00 / 100,00 |       |
| Eleitorado/Participação | Eleitorado/Participação        | 6 025 | 37,84 / 100,00  | 1,43  |

#### Lomba
| Partido                 | Partido                        | Votos | %               | +/-   |
| ----------------------- | ------------------------------ | ----- | --------------- | ----- |
|                         | Partido Socialista             | 174   | 33,27 / 100,00  | 23,47 |
|                         | Partido Social Democrata       | 156   | 29,83 / 100,00  | -     |
|                         | Bloco de Esquerda              | 58    | 11,09 / 100,00  | 9,44  |
|                         | Coligação Democrática Unitária | 53    | 10,13 / 100,00  | 6,58  |
|                         | Partido Popular                | 33    | 6,31 / 100,00   | -     |
|                         | PCTP/MRPP                      | 6     | 1,15 / 100,00   | 0,03  |
|                         | Outros                         | 22    | 4,20 / 100,00   |       |
| Votos Inválidos         | Votos Inválidos                | 21    | 4,01 / 100,00   | 1,18  |
| Total                   | Total                          | 523   | 100,00 / 100,00 |       |
| Eleitorado/Participação | Eleitorado/Participação        | 1 602 | 32,65 / 100,00  | 5,25  |

#### Medas
| Partido                 | Partido                        | Votos | %               | +/-   |
| ----------------------- | ------------------------------ | ----- | --------------- | ----- |
|                         | Partido Socialista             | 341   | 33,86 / 100,00  | 20,48 |
|                         | Partido Social Democrata       | 297   | 29,49 / 100,00  | -     |
|                         | Coligação Democrática Unitária | 122   | 12,12 / 100,00  | 4,15  |
|                         | Bloco de Esquerda              | 63    | 6,26 / 100,00   | 3,30  |
|                         | Partido Popular                | 53    | 5,26 / 100,00   | -     |
|                         | Movimento Esperança Portugal   | 12    | 1,19 / 100,00   | Novo  |
|                         | PCTP/MRPP                      | 12    | 1,19 / 100,00   | 0,07  |
|                         | Outros                         | 27    | 2,70 / 100,00   |       |
| Votos Inválidos         | Votos Inválidos                | 80    | 7,94 / 100,00   | 3,96  |
| Total                   | Total                          | 1 007 | 100,00 / 100,00 |       |
| Eleitorado/Participação | Eleitorado/Participação        | 2 003 | 50,27 / 100,00  | 0,80  |

#### Melres
| Partido                 | Partido                        | Votos | %               | +/-   |
| ----------------------- | ------------------------------ | ----- | --------------- | ----- |
|                         | Partido Socialista             | 460   | 35,38 / 100,00  | 19,16 |
|                         | Partido Social Democrata       | 379   | 29,15 / 100,00  | -     |
|                         | Coligação Democrática Unitária | 106   | 8,15 / 100,00   | 3,69  |
|                         | Partido Popular                | 87    | 6,69 / 100,00   | -     |
|                         | Bloco de Esquerda              | 76    | 5,85 / 100,00   | 3,66  |
|                         | PCTP/MRPP                      | 17    | 1,31 / 100,00   | 0,58  |
|                         | Movimento Esperança Portugal   | 16    | 1,15 / 100,00   | Novo  |
|                         | Outros                         | 33    | 2,53 / 100,00   |       |
| Votos Inválidos         | Votos Inválidos                | 127   | 9,77 / 100,00   | 5,96  |
| Total                   | Total                          | 1 300 | 100,00 / 100,00 |       |
| Eleitorado/Participação | Eleitorado/Participação        | 3 212 | 40,47 / 100,00  | 1,30  |

#### Rio Tinto
| Partido                 | Partido                        | Votos  | %               | +/-   |
| ----------------------- | ------------------------------ | ------ | --------------- | ----- |
|                         | Partido Socialista             | 5 344  | 30,42 / 100,00  | 18,70 |
|                         | Partido Social Democrata       | 4 855  | 27,63 / 100,00  | -     |
|                         | Bloco de Esquerda              | 2 377  | 13,53 / 100,00  | 7,28  |
|                         | Coligação Democrática Unitária | 1 885  | 10,73 / 100,00  | 1,82  |
|                         | Partido Popular                | 1 156  | 6,58 / 100,00   | -     |
|                         | PCTP/MRPP                      | 220    | 1,25 / 100,00   | 0,47  |
|                         | Movimento Esperança Portugal   | 183    | 1,04 / 100,00   | Novo  |
|                         | Outros                         | 358    | 2,05 / 100,00   |       |
| Votos Inválidos         | Votos Inválidos                | 1 191  | 6,78 / 100,00   | 2,88  |
| Total                   | Total                          | 17 569 | 100,00 / 100,00 |       |
| Eleitorado/Participação | Eleitorado/Participação        | 41 349 | 42,49 / 100,00  | 0,69  |

#### São Pedro da Cova
| Partido                 | Partido                        | Votos  | %               | +/-   |
| ----------------------- | ------------------------------ | ------ | --------------- | ----- |
|                         | Partido Socialista             | 1 575  | 29,35 / 100,00  | 17,23 |
|                         | Coligação Democrática Unitária | 1 371  | 25,54 / 100,00  | 3,95  |
|                         | Partido Social Democrata       | 1 062  | 19,79 / 100,00  | -     |
|                         | Bloco de Esquerda              | 498    | 9,28 / 100,00   | 5,07  |
|                         | Partido Popular                | 264    | 4,92 / 100,00   | -     |
|                         | PCTP/MRPP                      | 113    | 2,11 / 100,00   | 0,40  |
|                         | Outros                         | 143    | 2,68 / 100,00   |       |
| Votos Inválidos         | Votos Inválidos                | 341    | 6,35 / 100,00   | 2,34  |
| Total                   | Total                          | 5 367  | 100,00 / 100,00 |       |
| Eleitorado/Participação | Eleitorado/Participação        | 15 104 | 35,53 / 100,00  | 2,15  |

#### Valbom
| Partido                 | Partido                        | Votos  | %               | +/-   |
| ----------------------- | ------------------------------ | ------ | --------------- | ----- |
|                         | Partido Socialista             | 1 831  | 32,17 / 100,00  | 20,01 |
|                         | Partido Social Democrata       | 1 282  | 22,52 / 100,00  | -     |
|                         | Coligação Democrática Unitária | 780    | 13,70 / 100,00  | 1,43  |
|                         | Bloco de Esquerda              | 723    | 12,70 / 100,00  | 7,05  |
|                         | Partido Popular                | 336    | 5,90 / 100,00   | -     |
|                         | PCTP/MRPP                      | 88     | 1,55 / 100,00   | 0,05  |
|                         | Movimento Esperança Portugal   | 73     | 1,28 / 100,00   | Novo  |
|                         | Outros                         | 111    | 1,95 / 100,00   |       |
| Votos Inválidos         | Votos Inválidos                | 468    | 8,22 / 100,00   | 3,19  |
| Total                   | Total                          | 5 692  | 100,00 / 100,00 |       |
| Eleitorado/Participação | Eleitorado/Participação        | 12 827 | 44,38 / 100,00  | 1,90  |